# Georg N. Koskinas
Georg N. Koskinas (Geronthres, 1º dicembre 1885 – Atene, 8 luglio 1975) è stato uno psichiatra e neurologo greco.

## Carriera
Studiò medicina presso l'Università di Atene, laureandosi nel 1910. Tra il 1916 e il 1927 lavorò presso l'Università di Vienna, nel campo della neuropatologia e neuroanatomia. I suoi mentori nel campo della neuropatologia furono Heinrich Obersteiner (1847-1922) e Otto Marburg (1874-1948). Nel 1925 Koskinas pubblicò, con il neurologo Constantin von Economo (1876-1931), il monumentale Cytoarchitektonik der Hirnrinde des erwachsenen Menschen.
Con la collaborazione del neuropatologo Ernst Sträussler (1872-1959) pubblicò delle opere legate alla terapia contro la malaria, sifilide.
Dopo il suo rimpatrio in Grecia nel 1927, fondò delle cliniche private e lavorò sia come psichiatria che neurologo a Kifissia, un sobborgo settentrionale ateniese.